# Вероника Кастро
Вероника Кастро, с рождено име Вероника Юдит Саинс Кастро Алва (на испански: Verónica Judith Sainz Castro Alva) е мексиканска актриса, певица и телевизионна водеща.

## Биография и творчество
Родена е в семейството на Фаусто Саенс (Fausto Saenz) и Сокоро Кастро (Socorro Castro) в Мексико сити, Мексико на 19 октомври 1952 г. Има 2 деца – Кристиан Кастро (Cristian Castro) и Мишел Саинс Кастро (Michelle Sáinz Castro).
Името ѝ става известно, след като нейни голи снимки се появяват по страниците на мъжкото списание „Caballero“. Първият ѝ музикален албум е издаден през 1978 г. След участия в няколко филма и теленовели настъпва и големият успех за Вероника – роля в световноизвестната теленовела „Богатите също плачат“. Славата ѝ расте не само заради ролята в тази завладяваща теленовела, но и с песента си „Aprendí A Llorar“.
След като спечелва световна слава като актриса, Вероника Кастро започва да записва песните си на различни езици и предприема световно турне. Следващата роля, която ѝ спечелва световна слава, е в теленовелата „Дивата Роза“. Заглавната песен на тази теленовела, която носи същото име „Дивата Роза“, става най-големият ѝ хит.
След като издава 10 албума, Вероника Кастро се посвещава основно на водене на различни шоу-програми. 3 последователни години води шоуто „Big Brother VIP Mexico“.

## Дискография
- Sensaciones (1978)
- Aprendí a Llorar (1979)
- Norteño (1980)
- Cosas de Amigos (1981)
- El Malas Mañas (1982)
- Sábado en la Noche Tiki-Tiki (1982)
- Tambien Romantica (1983)
- Hermano Cantare, Cantaras (1985)
- Esa Mujer (1986)
- Simplemente Todo (1986)
- Maxi Disco (1986)
- Reina de la Noche (1987)
- Maxi Disco (1988)
- Mamma Mia (1988)
- Viva La Banda (1990)
- Mi Pequeña Soledad (1990)
- Solidaridad (1990)
- Rap de La Movida (1992)
- Romanticas Y Calculadoras (1992)
- Vamonos al Dancing (1993)
- La Mujer del Año (1995)
- De Colección (1996)
- La Tocada (1997)
- Ave Vagabundo (1999)
- Imágenes (2002)
- Por esa Puerta (2005)

## Теленовели

### В Мексико
- 2018:	„La casa de las flores“, като Вирхиния Де Ла Мора (Virginia De La Mora)
- 2009 – 2010: „Успелите Перес“, като Роберта Сантос (Roberta Santos)
- 2006 – 2007: „Пощенски код“, като Беатрис (Beatriz)
- 1997: „Малко село, голям ад“, като Леонарда Руан (Leonarda Ruan)
- 1993 – 1994: „Валентина“, като Валентина Изабел Монтеро (Valentina Isabel Montero)
- 1990: „Моя малка Соледад“, като Изадора (Isadora) / Соледад (Soledad)
- 1987 – 1988: „Дивата Роза“, като Роза Гарсия
- 1981 – 1982: „El derecho de nacer“, като María Elena del Junco
- 1979 – 1980: „Богатите също плачат“, като Mariana Villareal
- 1978: „Pasiones encendidas“, като Марта (Martha)
- 1976: „Mañana será otro día“, като Габриела (Gabriela)
- 1975: „Barata de primavera“, като Карина Лабрада (Karina Labrada)
- 1972: „El edificio de enfrente“, като Кармен (Carmen)
- 1971: „El amor tiene cara de mujer“
- 1969: „No creo en los hombres“

### В Италия
- 1985: „Felicidad, dónde estás“, като Карина (Karina)

### В Аржентина
- 1986: „Amor prohibido“, като Нора (Nora)
- 1984: „Yolanda Luján“, като Yolanda Luján
- 1983: „Cara a cara“, като Лаура (Laura)
- 1982: „Verónica: el rostro del amor“, като Вероника (Verónica)

## Телевизия
- 2008: „Mujeres asesinas“
- 2007: „Teletón“
- 2007: „Mentira & verdades“
- 2006: „Teletón“
- 2006: „Pedro Infante vive“
- 2005: „Teletón“
- 2005: „Big Brother VIP 4“
- 2005: „Big Brother 3-R“
- 2004: „Teletón“
- 2004: „Big Brother VIP 3“
- 2003: „Teletón“
- 2003: „Big Brother VIP 2“
- 1997: „Teletón“
- 2000: „No contaban con mi astucia“
- 1996: „La tocada“
- 1994: „En la noche“
- 1993: „Furia musical“
- 1992: „Y Vero América va!“
- 1991: „La movida“
- 1989: „Aquí está“
- 1988: „Mala Noche…¡No!“
- 1984: „Esta noche se improvisa“
- 1980: „Noche a noche“
- 1975: „Muy agradecido“
- 1972: „Sábado '72“
- 1971: „Revista musical“

## Кино
- 1990: „Que Dios se lo pague“
- 1989: „El ausente“
- 1986: „Algo muy especial de Verónica Castro“
- 1986: „Chiquita pero picosa“
- 1985: „Nana“
- 1980: „Navajeros“
- 1981: „Johnny Chicano“
- 1979: „El niño y el Papa“
- 1977: „Nobleza ranchera“
- 1975: „Guadalajara es México“
- 1975: „Acapulco 12-22“
- 1974: „El primer paso… de la mujer“
- 1973: „Volveré a nacer“
- 1973: „Mi mesera“
- 1972: „Cuando quiero llorar no lloro“
- 1972: „La recogida“
- 1972: „Bikinis y rock“
- 1972: „Un sueño de amor“
- 1972: „El arte de engañar“
- 1972: „La fuerza inútil“
- 1971: „El ausente“
- 1971: „Novios y amantes“

## Театър
- 2008: „Chiquita pero picosa“
- 1995: „La mujer del año“
- 1983: „Los amores de Verónica“
- 1982: „Un día con Charlie“
- 1980: „Chiquita pero picosa“
- 1979: „Trú trú entre tres“
- 1978: „24 Horas contigo“
- 1978: „La luna azul“
- 1977: „La idiota“
- 1976: „Coqueluche“
- 1976: „Travesuras de media noche“
- 1975: „Don Juan Tenorio“
- 1971: „El juego de jugamos“
- 1970: „Por eso estamos como estamos“
- 1970: „Romeo y Julieta“